# 网络明信片
网络明信片是指在互联网上定制，由邮政机构负责投递的新型明信片。
早在2003年网络明信片就被引入中国，但到目前仍属于新兴邮政业务，2009年中国邮政有奖贺年明信片末等奖中出现网络明信片。
网络明信片由用户通过电脑定制，用户可以将自己的照片，文字等元素加入其中并加以设计。因此，网络明信片较传统明信片用户的自主性更强。这对于极限片制作无疑是一个福音。另外，网上定制突破时空限制，用户不必再去邮局，节省了很多时间和精力。所以，网络明信片是很有发展前景的邮政业务。
然而，网络明信片受众并不广泛，对于不熟悉电脑操作的人来说并不适用。而且由于是全印刷制品，网络明信片失去了手写字体的亲切感。这是网络明信片根本形式使然，很难改变。